# Córgomo
Córgomo (llamada oficialmente Santa Comba de Córgomo) es una parroquia y un lugar del municipio español de Villamartín de Valdeorras, en la provincia de Orense, Galicia.

## Historia
De esta parroquia es natural el escritor gallego Florencio Delgado Gurriarán.

## Toponimia
La parroquia también es conocida por los nombres de Santa Coloma de Córgomo, Santa María de Córgomo y Santa Marta de Córgomo.

## Organización territorial
La parroquia está formada por tres entidades de población:
- As Gralleiras
- Córgomo
- Santa Marta

## Demografía
Gráfica demográfica del lugar y parroquia de Córgomo según el INE español:
| Gráfica de evolución demográfica de Córgomo entre 2000 y 2023 |
|                                                               |
| Datos según el nomenclátor publicado por el INE.              |